# Blackfield
I Blackfield sono un gruppo musicale art rock nato nel 2004 dalla collaborazione del cantautore e musicista britannico Steven Wilson e del polistrumentista israeliano Aviv Geffen.

## Storia
I due artisti si sono conosciuti a Tel Aviv nel 2001 su richiesta di Aviv, estimatore del gruppo in cui milita Wilson, i Porcupine Tree. Da quell'incontro nasce l'idea per un EP che dopo diverse vicissitudini, studi di registrazione, cambi di batteristi (Chris Maitland, Gavin Harrison) ha portato all'uscita nel 2004 dell'album omonimo composto da 10 brani.

## Formazione
- Aviv Geffen – voce, chitarra, tastiera
- Steven Wilson – voce, chitarra
- Omri Agmon – chitarra
- Hadar Green – basso
- Tomer Z – batteria

## Discografia

### Album in studio
- 2004 – Blackfield
- 2007 – Blackfield II
- 2011 – Welcome to My DNA
- 2013 – Blackfield IV
- 2017 – Blackfield V
- 2020 – For the Music

### Singoli
- 2003 – Hello
- 2003 – Pain
- 2003 – Blackfield
- 2003 – Cloudy Now
- 2007 – Once/1000 People
- 2007 – End of the World
- 2011 – Waving
- 2013 – Sense of Insanity
- 2020 – Summer's Gone
- 2020 – Under My Skin

### Raccolte
- 2018 – Open Mind: The Best of Blackfield

### Album video
- 2007 – Live in New York City